# Onukiades albicostatus
Onukiades albicostatus är en insektsart som beskrevs av Li och Wang 2002. Onukiades albicostatus ingår i släktet Onukiades och familjen dvärgstritar. Inga underarter finns listade i Catalogue of Life.